# Phalacropterix fritschi
Phalacropterix fritschi is een vlinder uit de familie zakjesdragers (Psychidae). De wetenschappelijke naam van deze soort is voor het eerst geldig gepubliceerd in 2003 door Hattenschwiler.
De soort komt voor in Europa.